# 알디와니야 SC
알디와니야 FC는 디와니야를 연고로 하는 이라크의 축구단이다. 현재 이라크 프리미어 디비전 리그에 참가하고 있다.

## 우승
- 이라크 1부 리그: 2016-17

## 선수 명단

### 현역
참고: FIFA 자격 규정에 따라 소속된 국가대표팀 국기를 표시합니다. 선수는 복수의 FIFA 비회원국 국적을 가지고 있을 수 있습니다.
| 번호 | 포지션 | 국적 | 이름 |
| ---- | ------ | ---- | ---- |

| 번호 | 포지션 | 국적 | 이름      |
| ---- | ------ | ---- | --------- |
| -    | MF     | 기니 | 장 무스테 |

### 역대
틀:알디와니야 SC 선수 명단